# ETRS89
European Terrestrial Reference System 1989 (ETRS89) är ett 3D–koordinatsystem som är fäst till den eurasiska kontinentalplattan och som förenas till ITRF–systemet i epoken 1989.0. European Terrestrial Reference Frame 1989 (ETRF89) är benämningen på realiseringen av projektet. I dagligt tal säger man ofta WGS84-koordinater, när man egentligen menar ETRS89-koordinater.
Longitud- och latitudnätet i ETRS89 hade samma position som motsvarande nät i WGS84 den 1 januari 1989. Sedan dess har kontinentaldriften flyttat Europa, och därmed ETRS89, ungefär två centimeter per år åt nordost.  WGS84 har under samma tid legat still, jämfört med den genomsnittliga kontinentaldriften av alla kontinenter. År 2007 skilde sig ETRS89 från WGS84 med cirka 30 centimeter.
Om man använder differentiell GPS i Europa får man primärt koordinater i ETRS89.  För noggrann kartering skulle WGS84 i strikt mening inte duga, eftersom WGS84-koordinaterna för till exempel byggnader förändras med två cm per år.  